# Al dente (Sendung)
al dente war der Titel einer Koch- und Spielshow, die jeden zweiten Montag im Wechsel mit 1 gegen 100 auf SF 1 um 20 Uhr präsentiert wurde. Produziert wurde die Sendung vom Verlag Betty Bossi für das Schweizer Fernsehen. Die Sendung wurde von Sven Epiney moderiert, der von Alberto Russo und den beiden Köchen Andreas C. Studer und Sibylle Sager unterstützt wurde. Sibylle Sager war gleichzeitig auch Autorin der Drehbücher zur Sendung.

## Konzept
Bei al dente handelte es sich um eine Mischung zwischen Koch- und Spielshow. Jeweils zwei (früher drei) Kandidaten traten gegeneinander an. Sie mussten hierbei zahlreiche Fragen rund um die Küche und Essen beantworten und eine praktische Kochaufgabe lösen. Die beiden Kandidaten mit den meisten Punkten kamen in die Finalrunde, in welcher den Kandidaten mit verschlossenen Augen Speisen und Nahrungsmittel aufgetischt wurden. Für jede erratene Speise gab es Punkte; die Person mit den meisten Punkten war der Sieger der Sendung.
Unterbrochen wurden die Spielabschnitte von den Köchen Andreas C. Studer und Sibylle Sager, die in der studioeigenen Küche jeweils ein dreigängiges Menü kochten. Dieses bestand aus einer Vorspeise, einer Hauptspeise sowie einer Nachspeise.
Die Sendung stand immer unter einem bestimmten Leitthema, das zu jeder Sendung wechselte. Meistens richtete sich die Wahl nach der aktuellen Jahreszeit, nach einem bestimmten Land oder nach einer speziellen Küche. Dieses Thema bestimmte darauf die Spielfragen sowie das präsentierte Menü.
Die letzte Sendung wurde nach mehr als acht Jahren am 27. Dezember 2010 ausgestrahlt. Davor hat es einige Specials mit prominenten Kandidaten gegeben.
Im April 2011 startete Ab in die Küche als neue Kochshow bei SF, welche nach nur fünf Folgen abgesetzt wurde.